# جود کلی
جود کلی (انگلیسی: Jude Kelly; ۲۴ مارس ۱۹۵۴ – ) کارگردان نمایش اهل بریتانیا بود.
وی همچنین برندهٔ جوایزی همچون ۱۰۰ زن بی‌بی‌سی شده‌است.